# Nicolás Massú
Nicolás Alejandro Massú Fried (1979, október 10. –) chilei hivatásos teniszező. A 2004-es athéni olimpián Chile első aranyérmeit szerezte az olimpiák történetében. Az egyéni versenyben az amerikai Mardy Fish-t győzte le a döntőben, párosban Fernando Gonzalez oldalán a német Rainer Schüttler - Nicolas Kiefer páros fölött diadalmaskodtak. Ezenkívül még öt ATP tornát is megnyert, mindet salakon. Eddigi legjobb helyezése a világranglistán a 9. volt. Massú zsidó vallású, anyai nagyapja Magyarországról vándorolt ki Chilébe.

## Döntői
| Tornagyőzelmek         |
| Grand Slam (0)         |
| Tennis Masters Cup (0) |
| ATP Masters Series (0) |
| Olimpia (1)            |
| ATP Tour (5)           |

### Egyéni

#### Győzelmei
| No. | Dátum                | Helyszín                             | Borítás | Ellenfél a döntőben | Eredmény a döntőben     |
| 1.  | 2002, február 24.    | Buenos Aires, Argentína              | Salak   | Agustín Calleri     | 2–6, 7–6(5), 6–2        |
| 2.  | 2003, július 20.     | Amersfoort, Hollandia                | Salak   | Raemon Sluiter      | 6–4, 7–6(3), 6–2        |
| 3.  | 2003, szeptember 28. | Palermo, Olaszország                 | Salak   | Paul-Henri Mathieu  | 1–6, 6–2, 7–6(0)        |
| 4.  | 2004, július 25.     | Kitzbühel, Ausztria                  | Salak   | Gastón Gaudio       | 7–6(3), 6–4             |
| 5.  | 2004, augusztus 22.  | Olimpiai játékok, Athén, Görögország | Kemény  | Mardy Fish          | 6–3, 3–6, 2–6, 6–3, 6–4 |
| 6.  | 2006, február 26.    | Costa do Sauípe, Brazília            | Salak   | Alberto Martín      | 6–3, 6–4                |

### Elvesztett döntői
| No. | Dátum                | Helyszín                           | Borítás    | Ellenfél a döntőben | Eredmény a döntőben |
| 1.  | 2000, május 7.       | Orlando, Amerikai Egyesült Államok | Salak      | Fernando Gonzalez   | 2–6, 3–6            |
| 2.  | 2001, január 7.      | Adelaide, Ausztrália               | Kemény     | Tommy Haas          | 3–6, 1–6            |
| 3.  | 2003, július 27.     | Kitzbühel, Ausztria                | Salak      | Guillermo Coria     | 1–6, 4–6, 2–6       |
| 4.  | 2003, szeptember 14. | Bukarest, Románia                  | Salak      | David Sánchez       | 2–6, 2–6            |
| 5.  | 2003, október 19.    | Madrid, Spanyolország              | Kemény (f) | Juan Carlos Ferrero | 3–6, 4–6, 3–6       |
| 6.  | 2006, február 5.     | Viña del Mar, Chile                | Salak      | José Acasuso        | 4–6, 3–6            |
| 7.  | 2006, április 30.    | Casablanca, Marokkó                | Salak      | Daniele Bracciali   | 1–6, 4–6            |
| 8.  | 2006, július 23.     | Amersfoort, Hollandia              | Salak      | Novak Đoković       | 6–7(5), 4–6         |
| 9.  | 2007, február 4.     | Viña del Mar, Chile                | Salak      | Luis Horna          | 5–7, 3–6            |

### Páros

#### Győzelmei (1)
| No. | Dátum               | Helyszín                             | Borítás | Partner                     | Ellenfél a döntőben             | Eredmény a döntőben        |
| 1.  | 2004, augusztus 21. | Olimpiai játékok, Athén, Görögország | Kemény  | Fernando González Ciuffardi | Nicolas Kiefer Rainer Schüttler | 6–2, 4–6, 3–6, 7–6(7), 6–4 |